# Zabrotes chandleri
Zabrotes chandleri är en skalbaggsart som beskrevs av John M. Kingsolver 1990. Zabrotes chandleri ingår i släktet Zabrotes och familjen bladbaggar. Inga underarter finns listade i Catalogue of Life.